# Тернівська сільська рада (Смілянський район)
Терні́вська сільська́ ра́да — адміністративно-територіальна одиниця та орган місцевого самоврядування у Смілянському районі Черкаської області. Адміністративний центр — село Тернівка.

## Загальні відомості
- Населення ради: 1 128 осіб (станом на 2001 рік)

## Населені пункти
Сільській раді підпорядковані населені пункти:
- с. Тернівка

## Склад ради
Рада складається з 16 депутатів та голови.
- Голова ради:
- Секретар ради: Гончаренко Тетяна Віталіївна

### Керівний склад попередніх скликань
| Прізвище, ім'я, по батькові  | Основні відомості                                            | Дата обрання | Дата звільнення |
| ---------------------------- | ------------------------------------------------------------ | ------------ | --------------- |
| Вахнін Юрій Миколайович      | Сільський голова, 1952 року народження, безпартійний         | 26.03.2006   | 03.07.2009      |
| Поліщук Наталія Валентинівна | Сільський голова, 1966 року народження, член Народної партії | 27.07.2010   | 31.10.2010      |

Примітка: таблиця складена за даними сайту Верховної Ради України

### Депутати
За результатами місцевих виборів 2010 року депутатами ради стали:

#### За суб'єктами висування
| Суб'єкт висування | Кількість обраних депутатів | %   |
| ----------------- | --------------------------- | --- |
| Самовисування     | 16                          | 100 |

#### За округами
| № округу | Прізвище, ім'я, по батькові          | Дата визнання обраним | Освіта  | Партійна приналежність                        | Відомості про обраного депутата                                                                                          |
| -------- | ------------------------------------ | --------------------- | ------- | --------------------------------------------- | --- |
| 1        | Холодняк Анатолій Володимирович      | 04.11.2010            | середня | член Партії регіонів                          | Тернівська загальноосвітня школа, електрик                                                                               |
| 2        | Бурса Олена Анатоліївна              | 04.11.2010            | середня | позапартійна                                  | Тернівська сільська рада, землемір                                                                                       |
| 3        | Пивоварова Тетяна Андріївна          | 04.11.2010            | середня | член Партії регіонів                          | Тернівська сільська бібліотека, завідувачка                                                                              |
| 4        | Доброштан Тамара Іванівна            | 04.11.2010            | середня | член Всеукраїнського об'єднання «Батьківщина» | Тернівська загальноосвітня школа, завгосп                                                                                |
| 5        | Лисенко Оксана Дмитрівна             | 04.11.2010            | середня | позапартійна                                  | ДСП «Агрокомплекс» с. Березняки, ветеринарний фельдшер                                                                   |
| 6        | Надгребельний Олександр Анатолійович | 04.11.2010            | вища    | член Народної партії                          | Тернівська загальноосвітня школа, вчитель                                                                                |
| 7        | Слабенко Олег Михайлович             | 04.11.2010            | середня | позапартійний                                 | тимчасово не працює |
| 8        | Колеснік Зоя Василівна               | 04.11.2010            | середня | член Народної партії                          | Тернівська сільська рада, секретар                                                                                       |
| 9        | Лозова Галина Олександрівна          | 04.11.2010            | вища    | член Народної партії                          | НАСК «Оранта», страховий агент                                                                                           |
| 10       | Вільчик Лідія Леонідівна             | 04.11.2010            | середня | член Партії регіонів                          | Тернівський будинок культури, директор                                                                                   |
| 11       | Шумейко Валентин Олександрович       | 04.11.2010            | середня | позапартійний                                 | тимчасово не працює |
| 12       | Гончаренко Тетяна Віталіївна         | 04.11.2010            | вища    | позапартійна                                  | Тернівська сільська рада, бухгалтер                                                                                      |
| 13       | Парахоня Олександр Броніславович     | 04.11.2010            | вища    | позапартійний                                 | Управління архітектури, регулювання забудови та земельних відносин міста Смілянського міськвиконкому, замісник директора |
| 14       | Одородько Зоя Кімівна                | 04.11.2010            | середня | член Народної партії                          | пенсіонер |
| 15       | Борисенко Ірина Анатоліївна          | 04.11.2010            | вища    | позапартійна                                  | тимчасово не працює |
| 16       | Ярмоленко Григорій Григорович        | 04.11.2010            | вища    | позапартійний                                 | ДО "Домбінату «Дніпро» Держкомрезерву в м. Сміла, головний інженер                                                       |